# VIVA (Németország)
A VIVA (a Videoverwertungsanstalt rövidítése) egy szabadon fogható német zenei televíziós csatorna volt, mely 1993. december 1. és 2018. december 31. között működött. A nagy lemezkiadók, úgy mint a PolyGram Records, az EMI Music, a Time Warner, a Sony, illetve a német székhelyű Bertelsmann Music Group az MTV Networks német változatát szerették volna elkészíteni, mivel a nagy nemzetközi zenecsatornán csak ritkán kaptak helyet német ajkú művészek.

## Története

Az 1993-1998 között használt logo

Az 1998-2011 között használt logo

A Time Warner vezetői szívesen növelték volna a piaci részesedésüket a zenei, és üzleti életben Németországban. Így született meg a VIVA ötlete 1992-ben. Műsorát kezdetben a kölni székhelyű VOX TV csatorna egyik bérelt stúdiójából sugározták, vezérigazgatója és alapítója Dieter Gorny volt. A nagy nemzetközi előadók mellett a német művészek is helyet kaptak a csatornán, így kétségkívül sikert aratott a fiatalok körében. Műsorszerkesztésében is a lazaság volt a fő szempont, ez a nemzetközi interjúkban mutatkozott meg igazán (Az MTV munkatársai általában fegyelmezettebben interjúztak a sztárokkal). Az 1990-es években igen nagy népszerűségre tett szert, a magyar kábeltelevíziós hálózatok kínálatában is megtalálható volt. Az 1995-ben kódolttá tett konkurens MTV Europe-pal ellentétben szabadon fogható volt műholdról, így igen nagy lefedettséggel rendelkezett. A felhozatala a korabeli Magyarországi könnyűzenei kultúrára is hatást gyakorolt. Az 1997-ben indult Z+ nevű magyar zenecsatornát 2001-ben felvásárolta a Viva Media AG nemzetközi terjeszkedésének egyik lépéseként. Ezt követően a Z+ csatornát átnevezték VIVA+-ra. 2002-ben átnevezték a VIVA Zwei csatornát VIVA Plus-ra. 2003-ban kivonult a német VIVA a magyar kábelhálózatokról, így a magyar adóból eltűnt a + jelölés. Sok év után a VIVA már nem tudta a megfelelő nézőszámot produkálni az MTV-vel szemben, így 11 év után, 2004. június 24-én az MTV Networks felvásárolta a VIVA hálózatot. Ma az MTV Networks működteti Európa szerte a VIVA nemzetközi csatornáit Ausztriában, Írországban, Lengyelországban, Svájcban, és az Egyesült Királyságban is.
Dieter Gorny a csatorna második ügyvezető igazgatója, arra törekedett, hogy valami egyedit hozzon létre az MTV-vel szemben, de nem csupán abban, hogy német nyelvű zenecsatornát működtet, hanem abban is, egyedi pop kultúrát teremt a német könnyűzenei piacon. Ennek hatására indult el 1995. március 21-én a VIVA Zwei, a VIVA kettes csatornája, ahol kevesebb nemzetközi produkció jelent meg. Inkább a német nyelvű videókra, és a kevésbé ismert művészekre összpontosítottak. 2002. január 7-én a csatorna VIVA plus néven futott tovább egészen 2007. január 14-i megszűnéséig. A csatornát a következő napon a Comedy Central Deutschland váltotta.
A stúdió 1993–2005 között Kölnben, 2005–2018 között Berlinben működött az MTV Networks stúdióiban.
Miután az Music Television bevezette a piacon a német nyelvű változatát is, verseny alakult ki a két csatorna között. A változás érzékelhető volt, mivel a VIVA inkább a fiatalabb generációhoz szólt, az MTV Germany pedig a fiatal felnőttek által kedvelt csatorna lett. A VIVA különböző zenei slágerlistákat, és hasonló programokat sugározott, amellyel előnyben nyert az MTV-vel szemben. A Viacom ezáltal úgy döntött, hogy mindössze 40 embert alkalmaz, így a többi alkalmazottakat elbocsátották.
2011 januárjától a VIVA, mint szabadon fogható csatorna, az MTV Networks fő zenei és szórakoztató márkája lett Németországon belül. Ehhez tartozik a már fizetős csatornaként sugárzó MTV Brand New is. A VIVA 2011. január 1-től új külsőt, és megjelenést kapott. 2014-ben osztott frekvenciára került a német Comedy Central csatornával, ezzel elkezdődött a Viva lassú leépítése. 2016-ban 2 órától 14 óráig sugárzott a csatorna, de már csak zenei műsorokat. A nem zenei programok átkerültek a Comedy Central-ra.

## VIVA Comet
1995 óta a csatorna VIVA Comet néven zenei díjátadó ünnepséget szervezett, ahol díjazták a legjobb videókat, énekeseket, énekesnőket, különböző kategóriákban. 2003-ban az Universal Music kiadót megvádolták azzal, hogy tisztességtelen előnyökhöz jutott a zenei videók helyezését illetően.

## VIVA HD
A csatorna 2011 március 22-én váltott 16:9-es képarányra, majd 2011. május 16-án már 1080i felbontásban, HD minőségben sugárzott. Németországban IPTV-n, és Deutsche Telekom platformján is vehető volt a csatorna.

## Megszűnésének okai
A Viva TV szerkesztősége szerint a csatorna 2009 óta "tetszhalott" állapotban volt. Az MTV Networks felvásárlása után 2005-től folyamatosan jelentek meg az esti műsorsávban reality, dokumentum, felnőtteknek szóló műsorok. Korábbi szerkesztők elmondása szerint az emeltdíjjas szolgáltatást nyújtó reklámok megjelenése sem tett jót a csatornának (Jamba, Zed...), ezen rövid blokkokat sűrűn is ismételték reklámidőkben. Ebben az időszakban a zenei műsorok java része és saját gyártású műsorai megszűnő fázisban voltak. A 2011-es arculatváltás követően Anime blokk jelent meg a csatornán, viszont ezek korábban szinkronizált műsorok ismétlései voltak. Ezen felül osztott műsorsávba került a Comedy Central-al, így sejteni lehetett, hogy a csatorna hamarosan megszűnésre kerül (2007-ben a német Viva Plus csatorna frekvenciáján indult a Comedy Central). Az első jelek a nemzetközi Viva TV adások lekapcsolása jelentette (Viva Polska, magyar Viva). Csak zenei tartalmat sugárzott hajnali 2 órától délután 2 óráig, miután osztott sávra került a Comedy Central-al. Funkcionalitását a 2018-ban ismét ingyenessé vált MTV Germany vette át. Decemberben elköszönő műsorokkal jelentkeztek, melyeket az MTV díszleteiben rögzítették. Az utolsó időszakokban éves visszatekintésben a legismertebb zenei videókat sugározták. Egy animált VIVA logó került bevezetésre az utolsó hónapra, ami 2 percenként változtatja a régi logókat (lyukas Viva, kék-sárga Viva, szürke Viva, háromszög Viva).
Megszűnését azzal indokolták, hogy az MTV népszerűségét szeretnék erősíteni a továbbiakban. A műsor megszűnése után az ingyenes MTV növelni tudta részesedését, viszont nem éri el a Viva korábbi részesedési értékét. A német MTV jelenlegi konkurenciája a szintén ingyenes német nyelvű Deluxe Music TV, mely sokkal nagyobb zenei repertoárt vonultat fel az MTV-vel szemben.
2023. decemberében a német közszolgálati adó (ARD) közreműködésével mutatták be a "Die VIVA-Story - zu geil für diese Welt!" dokumentumfilmet, ami 3 részben meséli el a Viva TV történetét indulásától megszűnéséig.

## Műsorvezetők
| VJ                | VIVA műsorvezető | Műsora              |
| ----------------- | ---------------- | ------------------- |
| Collien Fernandes | 2003-2018        | Neu                 |
| Jan Köppen        | 2006–2018        | VIVA Top 100; Neu   |
| Palina Rojinski   | 2011-2018        | VIVA Top 100; Neu   |
| Romina Becks      | 2011–2018        | VIVA Top 100        |
| Daniel Budiman    | 2011–2018        | Game One (MTV show) |
| Simon Krätschmer  | 2011–2018        | Game One (MTV show) |
| Nils Bomhoff      | 2011–2018        | Game One (MTV show) |
| Etienne Gardé     | 2011–2018        | Game One            |

| VJ                                         | Év        | Műsora                                                                                             | VJ                    | Év        | Műsora                                                                          |
| ------------------------------------------ | --------- | -------------------------------------------------------------------------------------------------- | --------------------- | --------- | ------------------------------------------------------------------------------- |
| Mola Adebisi                               | 1993–2004 | Interaktiv; VIVA Top 100; Club R’n’B                                                               | Bibiana Ballbè Serra  | 2001–2003 | Planet VIVA; Chartsurfer; Was geht ab?; Ritmo; Inside                           |
| Aleksandra Bechtel                         | 1993–1999 | Was geht ab?; Interaktiv                                                                           | Nils Bokelberg        | 1993–1998 | Was geht ab?                                                                    |
| Ricky Breitengraser                        | 2000      | Interaktiv Spezial                                                                                 | Sabine Christ         | 1994–1999 | Housefrau                                                                       |
| Rocco Clein † (Stefan Bickerich)           | 1993–2001 | Neuigkeiten                                                                                        | Phil Daub             | 1994–2001 | Metalla; Planet VIVA                                                            |
| Daisy Dee (Daisy Rollocks)                 | 1996–2003 | Club Rotation Dance Charts; Ritmo                                                                  | Isabel Dziobek        | 1993–1996 | Freunde der Nacht als „VIVA TWINS“                                              |
| Natalie Dziobek                            | 1993–1996 | Freunde der Nacht als „VIVA TWINS“                                                                 | Mate Galić            | 1994–1997 | Housefrau; VIVA Trance                                                          |
| Daniel Hartwig                             | 1998–1999 | Interaktiv                                                                                         | Klaas Heufer-Umlauf   | 2004–2009 | Klaas’ Wochenshow; VIVA Live!; Retro Charts; NEU; Interaktiv; VIVA News         |
| Gülcan Kamps                               | 2003–2010 | Interaktiv; 17; VIVA News; NEU; Shibuya; VIVA Live!; VIVA Top 100                                  | Markus Kavka          | 1997      | Metalla                                                                         |
| Johanna Klum                               | 2005–2012 | VIVA Top 20; VIVA Top 100; Retro Charts; VIVA Live!; NEU; 17; Jung, sexy, sucht!                   | Lukas Koch            | 2001–2002 | Voll VIVA; Was geht ab?; Chartsurfer; Neu bei VIVA                              |
| Sebastian König                            | 2006–2009 | Ringtone Charts; Straßencharts; Mixery Massive Music; NEU; VIVA Top 20; Special Charts; VIVA Live! | Joel Korenzecher      | 1999      | World of Bits                                                                   |
| Steffi Krause                              | 1999–2000 | VIVA Wecker                                                                                        | Ralph Michael Krieger | 1993–1994 | Jam; Metalla; Neu bei VIVA                                                      |
| Nadine Krüger                              | 1997–1999 | Film ab; Interaktiv; Jam                                                                           | Sarah Kuttner         | 2001–2005 | Interaktiv; Sarah Kuttner – Die Show; Albumcharts                               |
| Frank Lämmermann                           | 1998–1999 | Lämmermann Live                                                                                    | Liza Li               | 2007–2008 | Straßencharts; VIVA Top 20; VIVA Top 100                                        |
| Milka Loff Fernandes                       | 1999–2004 | Inside; Interaktiv; Was geht ab?; Face it!                                                         | Heike Makatsch        | 1993–1997 | Interaktiv; Heikes Hausbesuche                                                  |
| MC Rene                                    | 1999–2002 | Mixery Raw Deluxe                                                                                  | Nova Meierhenrich     | 2000–2001 | Inside                                                                          |
| Enie van de Meiklokjes (Doreen Grochowski) | 1996–2000 | Chartsurfer; Was geht ab?; Neu bei VIVA                                                            | Markus Meske          | 2002      | Neuigkeiten                                                                     |
| Matthias Opdenhövel                        | 1993–1997 | Interaktiv; Neuigkeiten                                                                            | Nela Panghy-Lee       | 2004–2005 | Club Rotation Dance Charts; Neu bei VIVA                                        |
| Minh-Khai Phan-Thi                         | 1995–1998 | Interaktiv; Minh-Khai & Friends                                                                    | Oliver Pocher         | 1999–2005 | Alles Pocher; Interaktiv; Trash Top 100; Was geht ab?; Planet VIVA; Chartsurfer |
| Stefan Raab                                | 1993–1998 | Ma’ kuck’n; Vivasion                                                                               | Janin Reinhardt       | 2001–2005 | Film ab; Inside; Interaktiv; 17                                                 |
| René le Riche                              | 1994–1996 | Neuigkeiten; Jam                                                                                   | Tyron Ricketts        | 1996–2000 | Word Cup                                                                        |
| Charlotte Roche                            | 1998–2005 | Fast Forward                                                                                       | Niels Ruf             | 1998–2001 | Kamikaze                                                                        |
| Falk „Hawkeye“ Schacht                     | 2001–2004 | Supreme; Mixery Raw Deluxe                                                                         | Tobias Schlegl        | 1995–2004 | Interaktiv; Kewl; Schlegl; Das jüngste Gericht                                  |
| Jessica Schwarz                            | 2000–2003 | Film ab; Interaktiv                                                                                | Axel Terporten        | 1993–1997 | Neuigkeiten                                                                     |
| Martin Tietjen                             | 2006      | Ringtone Charts                                                                                    | Shirin Valentine      | 1995–1999 | VIVA Wecker                                                                     |
| Nadine Vasta                               | 2009–2011 | VASTA; VIVA Live!; VIVA Top 100; NEU                                                               | Jessica Wahls         | 2003–2005 | 17; Interaktiv; Your Stars for X-Mas                                            |
| Annemarie Warnkross                        | 2004–2005 | Ringtone Charts; Club Rotation Dance Charts                                                        |                       |           |                                                                                 |

## Lásd még
- VIVA Magyarország[1]
- VIVA Polska
- VIVA Zwei